# Бен 10: Інопланетна сила
Бен 10: Інопланетна Сила — американський анімаційний телесеріал, створений командою Man of Action (група, що складається з Дункана Руло, Джо Кейсі, Джо Келлі та Стівена Т. Сіґла) і створений Cartoon Network Studios. Події відбуваються через п'ять років після Бен 10 і набувають темнішого характеру, ніж його попередник.
Прем'єра серіалу відбулася на Cartoon Network у США 18 квітня 2008 року та на Teletoon у Канаді 6 вересня 2008 року та закінчилася 26 березня 2010 року. Спочатку серіал випускався під робочою назвою «Бен 10: Покоління героїв». Серіал тривав загалом три сезони та сорок шість епізодів, а останній епізод вийшов в ефір 26 березня 2010 року.
Він був номінований на чотири премії «Еммі», вигравши одну за «Видатне мікшування звуку — живі дії та анімація».
Пізніше було випущено продовження з підзаголовком Ultimate Alien.

## Сюжет
Події відбуваються через п'ять років після закінчення оригінальної серії, коли Бен Теннісон, тепер уже підліток, знову одягає Омнітрикс, щоб захистити землю та інші частини Всесвіту від злодійської діяльності прибульців. Сам Омнітрикс, пристрій у формі наручного годинника, дозволяє Бену перетворюватися на численні інопланетні форми, успадковуючи тим самим унікальні здібності цієї інопланетної раси.

## Персонажі

### Герої
- Бенджамін «Бен» Теннісон (озвучений Юрієм Ловенталем): У віці п'ятнадцяти років Бен виконує роль лідера після таємничого зникнення дідуся Макса. Могутній Омнітрікс перекалібрувався, надаючи йому доступ до нового набору інопланетних героїв, які є набагато сильнішими та могутнішими за героїв оригінального мультсеріалу. За останні п'ять років Бен різко подорослішав і набув сили, лідерства та мудрості.

- Ґвендолін «Ґвен» Теннісон (озвучена Ешлі Джонсон): У віці п'ятнадцяти років двоюрідна сестра Бена Гвен набагато більш вправна володіє своїми вродженими магічними здібностями. Вона здатна створювати, контролювати та маніпулювати магічною енергією, яку вона може формувати в різні форми, такі як мотузки та мости, тверді снаряди та щити, а також сходинки для швидкого проходження небезпечних зон. Вона не така запальна чи запальна, як в оригінальному серіалі, і демонструє набагато більш стурбоване та турботливе ставлення до свого двоюрідного брата.

- Кевін Левін (озвучений Грегом Сайпсом): Колишній ворог Бена, Кевін тепер працює дилером інопланетних технологій. Він ненавмисно втягується в змову Високопородними й приєднується до Бена через бажання компенсації. Він має здатність поглинати властивості будь-якої твердої матерії, до якої він торкається, як камінь чи сталь, що забезпечує йому більшу силу та захист у бою.

- Джулі Ямамото (озвучена Віван Фам): Джулі — дівчина Бена. Вона любить теніс, їсть картоплю фрі та піклується про свого домашнього улюбленця Кораблика (інопланетного гальванічного мехоморфа, знайденого нею та Беном).

- Макс Теннісон (озвучений Полом Айдінгом): Макс — напіввідставний член «Санітарів» — міжпланетної правоохоронної групи — і дідусь Бена й Гвен по батьківській лінії. Він зникає під час розслідування змови Високопородних, залишивши Бену лише кілька загадкових повідомлень. Він ненадовго возз'єднується зі своїми онуками в «Max Out», але жертвує собою, щоб знищити високопородну фабрику в кінці епізоду (переміщуючи себе до Нульового Виміру). В епізоді «Voided» Бен і Макс возз'єднуються в Нульовому Вимірі, і він обіцяє Бену, що скоро повернеться. Зрештою він повертається у фіналі другого сезону шоу, щоб допомогти Бену в його останній атаці на Високопородних.

### Лиходії
- Високопородний: Високопородні вважають себе найчистішими та наймогутнішими з усіх видів і мають намір очистити галактику від нечистих нижчих форм життя. Пізніше виявилося, що вони вимирали, ставши безплідними та вразливими до хвороб через інтенсивного інбридингу, і що вони мають намір знищити решту Всесвіту.

- Прибульці: Ці гібриди людини та ксеноцитів є інопланетними рабами, які служать Високопородним. Гібриди можуть маскуватися під людей за допомогою спеціальних ідентифікаційних масок, які називаються ID масками.[2]

- Вічні лицарі: Напіввійськова організація, яка працює в тіні, починаючи з їхнього створення в Середньовіччі, Вічні лицарі крадуть і, потім, продають інопланетні технології всім, хто готовий платити великі гроші.[2]

- Вілгакс (озвучений Джеймсом Ремаром): Один із найстрашніших ворогів Бена з оригінального мультсеріалу, Вілгакс — інопланетний воєначальник, який збирається підкорити всесвіт. Його бажання — забрати Омнітрикс Бена та використати його для досягнення своєї мети. Хоча його не було в перших двох сезонах, він повертається в третьому сезоні з новими силами та здібностями. Він програє Бену в епізоді «Помста Вілгакса», та клянеться помститися. Дотримуючись своєї обіцянки, Вілгакс повертається в епізоді «Остання битва», щоб отримати Омнітрикс і знищити Бена, але невдало.[3]

- Альбедо (озвучений Юрієм Ловенталем): Альбедо — молодий і зарозумілий Гальван. Колишній помічник Азимуса, творця Омнітрикса, Альбедо попросив власного Омнітрікса. Коли Азимус відмовився, Альбедо власноруч створив його нижчої якості та синхронізував його, щоб він працював точно так само, як у Бена. Замість того, щоб мати можливість самостійно контролювати перетворення, оскільки пристрій Бена був стандартним, Альбедо був перетворений на клон Бена, навіть розвинувши багато звичок Бена, які він вважає абсолютно огидними та має тягу до картоплі чилі. Мета Альбедо — викрасти Омнітрикс Бена, щоб він міг скасувати трансформацію клонування та повернутися до своєї початкової форми.

Події «Бен 10: Інопланетна сила» розгортаються через п'ять років після оригінального мультсеріалу. Другий мультсеріал суттєво відрізняється від першого: сюжетна лінія вирізняється тим, що герої стали доросліше, та був взятий темніший тон зі складнішими сюжетами, де більше героїв гине та набагато менше гумору. Оригінальний логотип змінився порівняно з оригінальним мультсеріалом. Ця зміна викликала неоднозначну реакцію фанатів і викликала розкол серед них. Попри це, рейтинги Бен 10: Інопланетна сила були успішними, що дозволило виробництво Ben 10: Ultimate Alien, яка відбувається через рік.

### Оновлений Омнітрікс
Після перекалібрування Омнітрікс за формою набув більшої схожості на годинник, зелений браслет, а також став меншим і витонченішим, а лицьова панель стала чорно-зеленою. Внутрішня частина в формі пісочного годинника тепер світиться різними кольорами в особливі моменти; ці кольори означають стан, у якому знаходиться Омнітрікс. Режим відображення чорних силуетів у формі інопланетян, показаних на циферблаті, було замінено темно-зеленою 3D-голограмою, що з'являється над годинником, що дає більш детальний вигляд вибраного інопланетянина.
Новий Омнітрікс також функціонує як значок санітара, який використовується як комунікатор, детектор значків інших санітарів, перекладач на іншу мову та як ключ для доступу до Екстранету (міжгалактичного Інтернету).
У Бен 10 причина, чому Азимус створив Омнітрикс, полягала в тому, щоб усі істоти у Всесвіті краще розуміли одне одного. У Бен 10: Інопланетна Сила було виявлено, що була ще одна причина для створення Омнітрикса. Азимус розповідає Бену, що Омнітрикс був винайдений, щоб зберегти ДНК усіх живих істот у Галактиці Чумацький Шлях і відновити їх, якщо вони колись вимерли.

## Епізоди
| Сезони | Епізоди | Перший показ    | Останній показ  |
| ------ | ------- | --------------- | --------------- |
| 1      | 13      | 18 квітня 2008  | 31 серпня 2008  |
| 2      | 13      | 10 жовтня 2008  | 27 березня 2009 |
| 3      | 20      | 11 вересня 2009 | 26 березня 2010 |

## Міжнародний показ
Бен 10:Інопланетна Сила транслювався 32 мовами.
| Мова       | Країна          | Назва                   | Трансляція                              |
| ---------- | --------------- | ----------------------- | --------------------------------------- |
| Англійська | Сполучені Штати | Ben 10 alien force      | Cartoon Network США                     |
| Гінді      | Індія           | Ben 10 alien force      | Cartoon network India                   |
| Арабська   | Арабські країни | بن 10: إليين فورس       | Cartoon Network MBC 3 Ajyal TV Qatar TV |
| Болгарська | Болгарія        | Бен 10: Извънземна сила | Cartoon Network                         |
| Чеська     | Словаччина      | Ben 10: Síla vesmíru    | Barrandov Studios                       |

### Бен 10: Інопланетний рій
«Бен 10: Інопланетний рій» — це фільм з живими акторами, заснований на мультсеріалі, був анонсований Cartoon Network ще у 2008 році. Це продовження Бен 10: Гонка з часом. Перший тизер-трейлер був показаний 3 жовтня 2008 року під час прем'єри фільму «Зоряні війни: Війни клонів», повний трейлер був показаний після фіналу 2 сезону 27 березня 2009 року, а ще один повний трейлер, цього разу з показом Гумонґозавра, був показаний під час прем'єри 3 сезону 11 вересня 2009 року. Фільм вийшов в ефір 25 листопада 2009 року.
Знову режисером фільму став Алекс Вінтер, акторський склад фільму включав Раяна Келлі в ролі Бена, Натана Кіза в ролі Кевіна та Ґаладріель Стайнман у ролі Ґвен. Лі Мейджорсу запропонували повторити роль дідуся Макса, але він відмовився; роль була перероблена з Баррі Корбіном. У фільмі також з'явилася Алісса Діаз як новий персонаж, на ім'я Єлена, яка була другом дитинства Бена. Інопланетяни, які бачили, були Біг Чіл, Гумонґозавром і новим прибульцем, на ім'я Наномех. У фільмі автомобіль Кевіна був зеленим Dodge Challenger.

### Продовження
Після Бен 10: Інопланетна сила вийшло ще 2 продовження: Ben 10 Ultimate Alien і Ben 10 Omniverse.

### Відео ігри
Загалом було створено три ігри, засновані на Ben 10: Alien Force: Ben 10 Alien Force: The Game, Ben 10 Alien Force: Vilgax Attacks і Ben 10 Alien Force: The Rise of Hex. Персонажі із серіалу «Бен 10» також з'являлися в MMO від Cartoon Network FusionFall.